# Золотая долина (оперетта)
Золота́я доли́на — оперетта И. О. Дунаевского в 3 действиях, 4 картинах, написанная им в 1937 году. Либретто М. О. Янковского. Поставлена в Ленинграде в 1937 году. В первой половине 1950-х композитор создал вторую редакцию, при участии либреттиста Л. Д. Левина. Это первая крупная оперетта Дунаевского.

## История создания и постановок
Ранние опыты Дунаевского в жанре оперетты (до 1932 года) сменились работой над музыкой к фильмам: «Весёлые ребята» (1934), «Три товарища» (1935), «Вратарь», «Дети капитана Гранта», «Концерт Бетховена», «Цирк» (1936) и др. Кроме того, в эти годы композитор сочинял музыку для мюзик-холльного театра. «Золотая долина» была написана в 1937 году, к двадцатилетию Октябрьской революции. Первую постановку осуществил режиссёр В. Н. Соловьёв 4 ноября 1937 года в Ленинграде, дирижировал С. Я. Орланский.
Это первая в советской музыке большая оперетта романтического склада, с развёрнутой музыкальной драматургией. Центральный конфликт построен на преодолении унаследованных с былых времён национальных предрассудков. Полнее всего он выражен в балладе о Золотой долине (№ 13а): некогда плодоносный край лишился воды и стал пустыней, но стараниями советских людей снова расцветёт. С музыкой баллады соединяется монолог Николая (№ 14). Давняя вражда русского народа с кавказцами оказывается преодолена. На этой же идее единства народов построен дуэт Сандро и Бобрикова (№ 15).
Музыка оперетты строится на широком использовании массовых песен, русских и грузинских. Таковы трудовая песня (№ 13в), грузинская хороводная (№ 21). Лирические песни и романсы также отличаются по характеру друг от друга: песня Нины балладна, а песня Николая написана в манере великорусского запева. Дуэты Павла и Ольги напоминают частушки. В оперетте есть и сложные ансамбли, и развёрнутые финалы, но они непохожи на обычные сложные финалы венских оперетт.
В отличие от музыки, написанное М. О. Янковским либретто «Золотой долины» было слабым. Несмотря на это, она долго оставалась в репертуаре и была поставлена большинством опереточных театров СССР. В 1952—1954 гг. Л. Д. Левин по просьбе композитора переработал либретто, однако и после этого оно осталось слабым, а конфликт между главными героями — неубедительным.

## Действующие лица
- Николай — инженер
- Сандро́ — директор совхоза
- Нина — его дочь
- Ольга — медицинская сестра
- Павел — техник совхоза
- Кэто́ — сестра Сандро́
- Бо́бриков — демобилизованный сапёр
- Нико́, Гиго́, Мишико́ — работники совхоза
- Кре́четов — инженер

Студенты, работники и жители совхоза.

## Сюжет
Действие оперетты происходит в 1930-х годах (во второй редакции — после Великой Отечественной войны) в Ленинграде и Грузии.
Действие первое. Картина первая. Летний бал в Ленинграде. Выпускники вузов празднуют окончание учёбы (№ 1). На протяжении всей этой картины звучит вальс. Ботаник-цитрусовод Нина Топуридзе ждёт жениха — гидрогеолога Николая Бочарова. В неё влюблён и мелиоратор Виктор Кречетов (№ 2). Она поёт песню о соловье (№ 3). Появляется Николай. В своём романсе он напоминает ей об их встречах (№ 4). Нина предполагает, что они с Николаем поедут к ней на родину, в Грузию, в Золотую долину. Отец Нины, директор совхоза Сандро, тоже в Ленинграде: он сообщает, что все в долине ждут приезда молодых. Но выясняется, что Николай записался к академику Панфилову в экспедицию на Южный Урал. Он предлагает Нине поехать с ним, но та отказывается. Она разгневана тем, что он принял такое важное решение, не спросив её мнения (№ 5). Студенты поют песню, прощаясь с университетом и обещая употребить полученные знания на благо Родины (№ 6). Все расходятся, и лишь одинокий Николай повторяет свой романс (№ 7).
Картина вторая. В Золотой долине Нина вместе с Кречетовым работают над улучшением её водоснабжения. Здесь же живут медработник Ольга Денисова и механик телефонной станции Павел Рудаков. Павел влюблён в Ольгу ещё со времён жизни в Костроме, но та не отвечает взаимностью: она полюбит только настоящего героя (№ 8). Сестра Сандро повариха Кэто переживает за племянницу: Нина тоскует по Николаю; но ни на одно из его писем она не ответила. Сама Кэто тоже мечтает о семье (№ 9). Кречетов рассказывает Нине, что на Урале у Николая завязался роман с дочерью академика Панфилова Леночкой, которую все называют «маленькой хозяйкой большого дома».
Между тем мелиорационные работы не приносят особой пользы: Золотая долина засыхает. Чтобы спасти хозяйство, Сандро вызывает из Москвы гидрогеологов. Из ответной телеграммы он узнаёт, что к нему направлен Николай: его дипломная работы была как раз посвящена Золотой долине. Нина пытается делать вид, что ей всё равно, но отец понимает, как ей тяжело. Он вспоминает свою любовь (№ 10) и поёт куплет, в котором шутливо укоряет девушек за неосторожное обращение с любовью (№ 11). Приезжает сапёр-взрывник Бобриков. Кэто встречает его хлебом-солью, а он рассказывает о своей бобыльей жизни (№ 12). Наконец прибывают и гидрогеологи под руководством Николая. Все радостно встречают их. Старики просят Нину спеть старинную балладу о Золотой долине (№ 13а). В ней рассказывается о том, что раньше здесь было вдоволь воды, но потом ручьи пересохли: люди были вынуждены уйти, но знали, что однажды вернутся. Вдруг из гор доносятся звуки обвала: обрушившиеся скалы перекрывают ход воды (№ 13б). Сандро собирает всех идти устранять завалы. Николай глубоко тронут балладой. Он подходит к Нине и напоминает ей об их любви, но она холодна. Народ поёт трудовую песню (№ 13в).
Действие второе
Действие третье

## Музыкальные номера
Ниже представлен список музыкальных номеров по клавиру 1955 года.
- Увертюра

Действие первое. Картина первая
- № 1. Выход студентов
- № 2. Сцена Нины и Кречетова
- № 3. Первая песня Нины. Средь ветвей густых соловей живёт…
- № 4. Встреча Нины и Николая и романс Николая. Ещё туманом город весь окутан… (Николай)
- № 5. Сцена Нины и Николая
- № 6. Студенческая-прощальная. Нам прощаться пора… (два солиста, хор)
- № 7. Интерлюдия. Ещё туманом город весь окутан… (Николай)

Картина вторая
- № 8. Дуэт Ольги и Павла. Неприятны мне пустые речи…
- № 9. Песенка Кэто. Под вечер, когда я отдыхаю…
- № 10. Песня Сандро. Уж мне пошёл шестой десяток…
- № 11. Куплет Сандро. Девушки хорошие и вздорные…
- № 12. Куплеты Бобрикова. Хорошо бобыль живёт…
- № 13. Финал I действия
  - а. Баллада о Золотой долине. Там, где небо синей пеленою… (Нина, Николай, хор)
  - б. Обвал. Andante lugubre
  - в. Трудовая песня и сцена Нины и Николая. Друзья! друзья! Идём в тяжёлый путь! (Нина, Николай, Сандро, хор) — Ты рада? (Нина, Николай) — Страстно мы видеть желали… (хор)

Действие второе
- № 14. Вступление, женский хор и монолог Николая
  - Вступление. Largo — Moderato maestoso —
  - Женский хор. Знойным летним днём… (Нина, Ольга, женский хор) —
  - Монолог Николая. Помни, друг мой, геноцвале… (мужской хор) — Три дня я бродил по окрестным селеньям… (Николай, женский хор)
- № 15. Дуэт Сандро и Бобрикова. Тропой скалистою к тебе под вечер…
- № 16. Дуэт Нины и Николая. Сердце горячей обидою сыто…
- № 17. Куплеты Павла. Трезво констатирую печальный факт…
- № 18. Куплеты стариков. У меня семья, как сад весной цветущий… (Гиго, Мишико, Нико)
- № 19. Песня Николая с хором. Я на свете не много прожил…
- № 20. Финал II действия. Час наступил! Всё рассчитано точно… (Сандро, хор)

Действие третье
- № 21. Хороводная грузинская. Я раскрою дверь… (хор)
- № 22. Вторая песня Нины. Средь ветвей густых соловей живёт…
- № 23. Второй дуэт Ольги и Павла. Хоть ты выбирай на тыщи…
- № 24. Дуэт Кэто и Бобрикова. Потерял бобыль покой…
- № 25. Выход гостей и женский танец. Maestoso – Allegretto tranquillo
- № 26. Картули. Allegro vivo
- № 27. Общий танец. Allegro molto
- № 28. Финал III действия. Я на свете не много прожил… — Пусть у нас песня лихая грянет сейчас! — Лезгинка. Allegro molto — Пусть у нас песня лихая грянет сейчас!

## Аудио- и видеозаписи
Ранние аудиозаписи отдельных номеров из оперетты
- 1938: Фрагменты оперетты (оркестр ГАБТ СССР, дирижёр Г. С. Фукс-Мартин)
  - Песня Нины [из № 3] (Е. Я. Лебедева)
  - Баллада о Золотой долине [№ 13а] (Е. Я. Лебедева)
  - Романс Николая [из № 4] (С. И. Кулаков)
  - Дуэт Ольги и Павлика [№ 23] (Р. Ф. Лазарева, И. И. Гедройц)
  - Песня «А у нас» [из № 28] (Р. Ф. Лазарева, Е. Я. Лебедева, В. Г. Зарубеев, С. И. Кулаков, В. Т. Карпов, Д. В. Дамаев, М. М. Краинский)
- 1938?: Дуэт Ольги и Павлика [№ 8] (К. И. Милич, М. И. Днепров, оркестр ВРК, дирижёр Г. С. Фукс-Мартин)
- 1938: Частушки Павлика и Ольги [№ 23] (В. И. Шестакова, В. П. Романовский, оркестр, без указания дирижёра)
- 1952: Романс Николая [из № 4] (В. А. Бунчиков, оркестр, дирижёр А. С. Бадхен)
- 1955—1956?: Фрагменты оперетты (хор и оркестр Московского театра оперетты, дирижёр Г. А. Столяров)[5]
  - Первая песня Нины [№ 3] (Т. Л. Санина)
  - Песня Николая [из № 4] (Н. О. Рубан или М. А. Качалов)
  - Студенческая песня [№ 6] (И. В. Муштакова, Г. Карташов, хор)
  - Первый дуэт Ольги и Павла [№ 8] (А. Г. Котова, А. П. Ткаченко или О. Долголетов, Т. Т. Володина)
  - Грузинская хороводная [№ 21] (хор)
  - Песня Кэто [№ 9] (О. Н. Власова)
  - Дуэт Кэто и Бобрикова [№ 24] (О. Н. Власова, С. М. Аникеев)
  - Дуэт Нины и Николая [№ 16] (Т. Л. Санина, Ю. Н. Богданов)
  - Лезгинка [из № 27 (sic)]

Ранние аудиозаписи фантазий и попурри на темы из оперетты
- 1947: Фантазия на темы оперетты (Концертный ансамбль под управлением Ф. Ф. Криша, дирижёр Ф. Ф. Криш)

Видеозапись спектакля
- 1962: Московский театр оперетты. Нина — Т. Л. Санина, Николай — Ю. Н. Богданов, Сандро — В. Г. Зарубеев, Кречетов — К. Карельских, Павел — С. Н. Бруцин, Бобриков — В. И. Алчевский, Ольга — Л. М. Шахова, Кэто — О. Н. Власова, Нико — С. Пущевой, Гиго — А. П. Ткаченко, Мишико — И. А. Леонгаров, студентка — Т. Т. Володина, студент — А. А. Степутенко. Хор и оркестр Московского театра оперетты, дирижёр Г. А. Столяров.